# آلیجان (دیواندره)
آلیجان (دیواندره)، روستایی از توابع بخش مرکزی شهرستان دیواندره در استان کردستان ایران است.

### جمعیت
این روستا در دهستان چهل چشمه قرار دارد و براساس سرشماری مرکز آمار ایران در سال ۱۳۸۵، جمعیت آن ۱۸۴ نفر (۳۸خانوار) بوده‌است.

### روستاهای اطراف
شریف آباد - بناوچان - بست - آب باره - دره وزان
- «نتایج سرشماری عمومی نفوس و مسکن ۱۳۸۵». درگاه ملی آمار ایران. بایگانی‌شده از اصلی در ۱ ژانویه ۲۰۱۳. دریافت‌شده در ۱ ژانویه ۲۰۱۳.

### پوشش جانوری
گرگ، روباه، خرگوش، کبک کوهی، مارهای فراوان و گراز اشاره نمود.